# Thistle
Thistle es un pueblo fantasma perteneciente al condado de Utah (Utah, Estados Unidos), situado a unos 105 kilómetros al sureste de Salt Lake City. Durante la época de las locomotoras de vapor, la industria principal de la ciudad fue de servicio a los trenes del Ferrocarril del Oeste de Denver y Río Grande (a menudo abreviado como D&RG, D&RGW, o Río Grande). Las fortunas de la ciudad estaban estrechamente vinculadas con el ferrocarril, hasta el paso a las locomotoras diésel, cuando la ciudad comenzó a declinar.
En abril de 1983, un deslizamiento de tierras represó el río Spanish Fork. Los residentes fueron evacuados antes de que 80 millones de m³ de agua arrasaran la ciudad. Thistle quedó destruida, y solo unas pocas estructuras quedaron parcialmente en pie. Las agencias federales y estatales calificaron este deslizamiento como el más costoso en la historia de Estados Unidos. Las consecuencias económicas derivadas del mismo afectaron a toda la región. El deslizamiento de tierras dio lugar a la primera zona de desastre decretada por la Presidencia de los Estados Unidos en Utah.
Las rutas 6 (US-6), US-89 y el ferrocarril (ahora parte del Corredor Central del Union Pacific) se cerraron durante varios meses, hasta que se reconstruyeron a una cota más elevada, desde donde se ve la zona del desastre. Los restos de Thistle se pueden observar desde un área de descanso de la US-6 o desde el tren de pasajeros Zephyr California.

## Geografía
Thistle se localiza aproximadamente a unos 105 km al sureste de Salt Lake City, en la confluencia de los dos afluentes principales del río Spanish Fork, los arroyos Thistle Creek y Soldier Creek. Esta confluencia, a una altitud de 1537 m sobre el nivel del mar, es también el cruce de dos rutas formadas de forma natural a través de las montañas del centro de Utah. La principal ruta atraviesa las montañas de Wasatch, a través de la meseta de Wasatch y la cumbre del Soldado. Esta ruta fue tallada por los afluentes del río Prize en el lado este de las montañas, y el río Spanish Fork en el oeste. Además, el Thistle Creek servía de ruta al sur de Thistle hacia las comunidades de los Valles de Sanpete y Sevier. El río Spanish Fork fluye hacia el noroeste desde Thistle, en dirección a la ciudad de Spanish Fork, antes de llegar al lago Utah.
Estos senderos naturales han servido de vía de varias rutas transcontinentales, carreteras y vías férreas desde su descubrimiento. Entre las arterias de transporte mencionadas que pasan por Thistle, figuran: la carretera US-6 (originalmente numerada US-50), la US-89, y la sección de Utah del Ferrocarril del Oeste de Denver y Río Grande (ahora parte del Corredor Central del Union Pacific) y el ramal a Marysvale del ferrocarril de Río Grande (abandonado tras el deslizamiento de tierras).

## Historia

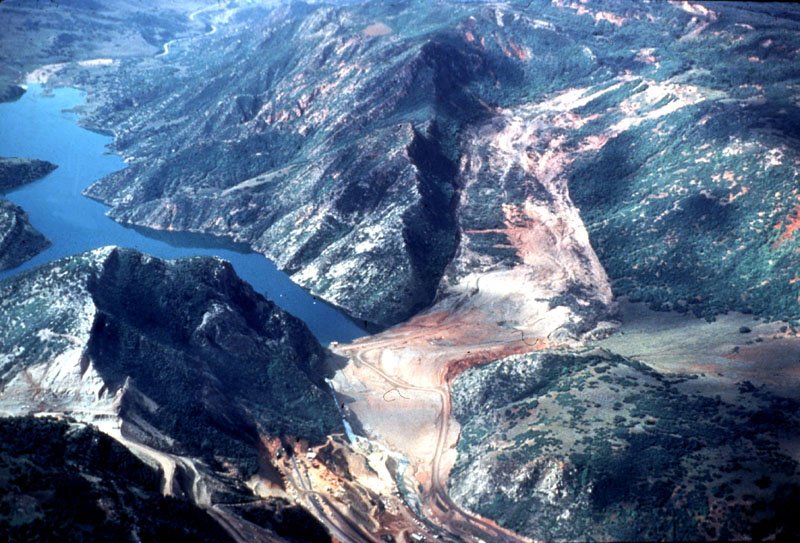
Foto aérea del área de Thistle en la primavera de 1983 que muestra la presa formada por el deslizamiento de tierra, el "lago Thistle" sobre la ciudad sumergida, y la construcción para redirigir la US-6, la US-89 y el D&RGW alrededor del área de deslizamiento

La ruta comercial en la que se encuentra Thistle fue utilizado por las tribus nativas norteamericanas antes de la llegada de los colonos europeos. Los jefes de dos tribus indias ute, los taby y los peteetneet, guiaban las migraciones estacionales a través del cañón cada primavera y otoño.: 98  El primer viaje registrado por los europeos hacia el emplazamiento de Thistle fue la Expedición de Domínguez y Escalante, escoltada por guías indios americanos. Un pequeño grupo de utes que habita el cañón se enfrentó frecuentemente con los recién llegados, y como resultado, fueron trasladados por la fuerza en la década de 1870.: 3 
La mayoría de los residentes de Thistle eran empleados del ferrocarril enviados a vivir en la ciudad, pero había algunos que se habían establecido antes de la llegada de los ferrocarriles. Los primeros europeos eran parte de la migración mormona de Utah, y la primera de ellas fue la familia Pace, que emigró desde Nauvoo (Illinois), alcanzando Thistle en 1848. Descendientes de la quinta generación de los colonos Pace continuaban explotando un rancho de ganado de propiedad familiar hasta que la ciudad tuvo que ser evacuada.: 99  Otros colonos eran mormones originalmente establecidos en otros lugares de Utah, que posteriormente se afincaron en el terreno fértil de la granja de Billie Mountain, en la pared norte del cañón. Entre ellos estaba la persona que presuntamente dio su nombre a la montaña, William Johnson. El cultivo de la tierra era habitual en Thistle hacia el año 1900, y hasta la llegada de los ferrocarriles la economía del municipio se basó principalmente en la agricultura y la ganadería, aunque también hubo alguna actividad minera en la región, incluyendo una vena de asfalto que fue extraído entre 1892 y 1914.: 94 & 118 

## Carreteras
El nuevo trazado de la US-6 se inauguró el 30 de diciembre de 1983. Estaba prevista para el día siguiente, pero se formó tal aglomeración de coches tan pronto como se supo la noticia de que la carretera estaba completa, que tuvo que abrirse al tráfico anticipadamente. Algunos eran residentes ansiosos de ver la zona o visitar a familiares que no habían visto desde la riada, mientras que otros eran camioneros frustrados por largos rodeos. La patrulla de carreteras pidió que se cancelara la ceremonia y la carretera se abrió antes de lo previsto, ya que no fueron capaces de dispersar a la multitud.
Cuando se dio paso al primer tráfico, los equipos no habían terminado algunas tareas finales, tales como la pintura de las marcas viales. Los automovilistas circularon por el nuevo trazado de la carretera, con varios desmontes construidos en la parte alta de la pared del cañón, con una vista del cauce y del antiguo lago. No se esperaba que el firme durase demasiado, ya que las condiciones climáticas eran desfavorables cuando se colocó el asfalto. Dos taludes resultaron inestables, lo que requirió varios meses de trabajo antes de que pudieran permanecer sin vigilancia. Durante este tiempo, se estableció un calendario de cortes en lo que se cerraría la carretera, mientras se solucionaba el problema de la caída de rocas. El trayecto a través de Billie Mountain fue descrito por los equipos de construcción como un nuevo paso de montaña creado por el hombre.
La terminación de la US-6, con un asfalto más duradero y los desmontes estabilizados, se anunció en noviembre de 1984, 18 meses después del cierre del trazado original. A partir de 1993, el Departamento de Transporte de Utah inició conversaciones con los antiguos residentes de Thistle para construir un monumento a la ciudad, y mantiene un área de descanso con vistas sobre el emplazamiento del pueblo en la US-6.

## Geología y clima
La zona del deslizamiento de tierras cercano a Thistle es un paleovalle formado en una depresión en un área de roca conocida como la placa de empuje Charleston-Nebo. La roca en la placa data del Pérmico y Pensilvania hasta la época del Jurásico, pero la placa parece haberse formado en otro lugar y se trasladó a la zona de Thistle moderna durante el Cretácico Tardío. Las capas de roca sedimentaria encima de la placa de empuje son más recientes, y datan de las épocas del Cretácico y del Terciario. Los materiales del deslizamiento de tierras provienen de la región de North Horn y de la formaciones Ankareh.
El área alrededor de Thistle siempre ha sido propenso a los deslizamientos, que en tiempos prehistóricos crearon las pendientes menos abruptas que hicieron la superficie útil como un corredor de transporte a través de las montañas de Wasatch. Los mayores derrumbes registrados son el deslizamiento de 1983, que destruyó la ciudad, y uno más pequeño que se produjo en 1998.
El clima en Spanish Fork se clasifica como árido, con cuatro estaciones bien diferenciadas. Las temperaturas oscilan entre una máxima promedio de 92 °F (33 °C) en julio y una mínima promedio de 20 °F (-7 °C) en enero. A excepción de los meses de primavera, los promedios de precipitación son de menos de 2 pulgadas (5,1 cm) por mes.